# Харовск
Харовск (на руски: Харовск) е град в Русия, административен център на Харовски район, Вологодска област. Населението на града към 1 януари 2018 година е 9099 души.